# Aeroportul N'zeto
Aeroportul N'zeto (IATA: ARZ, ICAO: FNZE) este un aeroport din Angola ce deservește zona N'Zeto. A fost numit după zona deservită.
Situat la o altitudine de 21 m, aeroportul dispune de o singură pistă.